# Virgil-Alin Chirilă
Virgil Alin Chirilă (n. 28 mai 1983, Drobeta-Turnu Severin, Mehedinți, România) este un deputat român, ales în 2020 din partea PSD. 